# 陈德福
陈德福，中华人民共和国政治人物、外交官。
1995年，接替张成礼，担任中华人民共和国驻斯里兰卡大使 兼驻马尔代夫大使。1999年，由张云接任。